# درگاه (شبکه‌های رایانه‌ای)
سیستم عامل برای پردازش بهتر و موثرتر واحد پردازش و همچنین مدیریت بهتر اطلاعات جنس‌های مختلف دیتا را تقسیم بندی نموده و به واحد پردازش مرکزی می‌فرستد. به درگاه‌های اطلاعات که این وظیفه را بر عهده دارند پورت نرم‌افزاری می‌گویند.
تعداد پورتهای نرم‌افزاری از صفر تا ۶۵۵۳۵ عدد می‌باشد که تعدادی از آنها توسط موسسه IEEE برای یک سری عملکردها رزرو شده‌اند و ما بقی آنها آزاد می‌باشند.
وظیفه مدیریت پورت‌های نرم‌افزاری توسط فایروال انجام می‌گیرد.

## وظایف درگاه (پورت)
- تشخیص انواع اتصالات بین دو نقطه نهایی پورت.  (مثال: سرور و کامپیوتر)
- همچنین می‌توانید پروتکل‌های شبکه و خدمات مربوط به شبکه را تشخیص دهد.